# 13 messidor
13 prairial 13 thermidor
Le tridi 13 messidor, officiellement dénommé jour de la giroflée, est le 283e jour de l'année du calendrier républicain.
C'était généralement le 1re jour du mois de juillet dans le calendrier grégorien.